# Mehren
Mehren é um município localizada no distrito de Altenkirchen, na associação municipal de Verbandsgemeinde Altenkirchen, no estado da Renânia-Palatinado.

## População da Cidade
| - 1815 – 191 - 1835 – 257 - 1871 – 286 - 1905 – 273 - 1939 – 243 - 1950 – 276 | - 1961 – 243 - 1965 – 268 - 1970 – 279 - 1975 – 265 - 1980 – 282 - 1985 – 300 | - 1987 – 320 - 1990 – 376 - 1995 – 447 - 2000 – 504 - 2005 – 497 |